# アーミドSFK
アーミドSFK（Amed Sportif Faaliyetler Kulübü）またはアーミドSKは、トルコのディヤルバクルをホームタウンとするサッカークラブである。ディヤルバクルの住民の大半はクルド人であり、アーミドはディヤルバクルのクルド語での名称である。

## 歴史
1972年に Turan Gazozları がスポンサーになり、メリクアフメト・トゥランスポルが創設された。クラブカラーは赤と白。クラブは長年アマチュアリーグで苦しい時期を過ごした。1985年にスポンサーが撤退し、クラブ名はメリクアフメトスポルに改称された。
1990年にディヤルバクル市自治体に買収され、クラブ名はディヤルバクル・ベレディイェスポル、クラブカラーは緑と白に変更された。1993年にディヤルバクル・ビュユクシェヒル・ベレディイェスポルに改称、1996年にクラブカラーが黄と赤に変更、1999年にDİSKİがスポンサーになり、ディヤルバクル・ビュユクシェヒル・ベレディイェシ・DİSKİスポルに改称された。
2007年にTFF2.リグに昇格したが、2010年にTFF3.リグに降格した。2010-11シーズンからディヤルバクル・ビュユクシェヒル・ベレディイェスポルに改称された。2013年に2.リグに昇格し、同年5月19日にクラブカラーが緑と赤に変更された。
2014年10月28日に開かれた臨時総会でアーミドスポルに改称され、ロゴもディヤルバクルに関する「双頭の鷲」に変更された。クラブカラーは伝統的なクルドの色である黄と赤、緑に変更された。しかし、トルコサッカー連盟はアーミドスポルへの変更を承認せず、連盟に正式に登録されていないクラブ名とロゴを使用したとしてクラブに罰金を科した。2015年7月7日に開かれた会議で、アーミドSFK (Amed Sportif Faaliyetler Kulübü) に改称された。クラブカラーは緑と赤、白に変更された。同年8月14日にトルコサッカー連盟に承認された。
2015-16シーズンはテュルキエ・クパス・ラウンド16でブルサスポルを2-1で破り、準々決勝に進出した。しかし、サポーターが行ったイデオロギーのプロパガンダに対する処分として1試合の無観客試合と罰金を科された。準々決勝ではフェネルバフチェSKと対戦し、ホームで無観客で行われた第1戦は3-3で引き分けたが、ウルケル・スタデュムで行われた第2戦は1-3で敗れた。